# دائرة البلديات والنقل (أبو ظبي)
دائرة البلديات والنقل في أبوظبي هي هيئة تنظيمية تابعة لحكومة أبوظبي في الإمارات العربية المتحدة مسؤولة عن الإشراف على المجالس البلدية الإقليمية والإدارات البلدية في الإمارة.    تم إنشاء دائرة البلديات والنقل بالقانون رقم 30 لسنة 2019، وحلت الدائرة محل دائرة التخطيط العمراني والبلديات ودائرة النقل.

## المسؤوليات
تعمل دائرة الشؤون البلدية على تحقيق سياسات حكومة أبوظبي عبر الإشراف والرقابة على المجالس البلدية في إمارة أبوظبي المعنية بتقديم تلك الخدمات. تتولى دائرة الشؤون البلدية اقتراح مشاريع القوانين والأنظمة المتعلقة بالبلديات والمجالس البلدية في إمارة أبوظبي بما في ذلك الأنظمة المتعلقة بواجبات وديناميكية عمل البلديات والمجالس البلدية.

## الأهداف
من أهم أهداف دائرة النقل والبلديات في أبوظبي:
- تعزيز وتوجيه ومراقبة التطور العمراني في إمارة أبوظبي
- الارتقاء بالعمل البلدي وتقديم مستوى لائق من الخدمات
- الاشراف والرقابة على البلديات والمجالس البلدية
- ايجاد أكثر الوسائل فعالية في توفير الخدمات البلدية الأساسية
- العمل على ابتكار وبناء مدن ذكية مستدامة وتعزيز قدرة المدن والمجتمعات على التغير والتكيف

## جوائز
- فازت دائرة البلديات والنقل في أبوظبي والجهات التابعة لها بمجموعة من الجوائز العالمية من مجلس هارفارد للأعمال لعامي 2022 و2023 والتي ينظمها المجلس في ولاية نيويورك الأمريكية.[7]
- حصل مركز النقل المتكامل التابع لدائرة البلديات والنقل على 13 جائزة من جوائز ستيفي الشرق الأوسط وشمال إفريقيا تقديراً لجهود المركز في تقديم حلول مبتكرة وخدمات نقل عام عالية الجودة.[8]
- فازت دائرة البلديات والنقل بجائزتين مرموقتين في مجال التنقل المستدام خلال حفل تسليم (جائزة دبي للنقل المستدام) التي نظمتها هيئة الطرق والمواصلات في دبي للعام 2024.[9]
- فاز مركز النقل المتكامل التابع لدائرة البلديات والنقل بجائزة الابتكار في الاستدامة لعام 2024 عن برنامج الحافلات الخضراء في قطاع النقل العام.[10]

## أنظر أيضا
- النقل في دولة الإمارات العربية المتحدة
- بلدية أبوظبي

## روابط خارجية
- بوابة دائرة الشؤون البلدية نسخة محفوظة 2008-10-12 على موقع واي باك مشين.